# Nina Hamnett
Nina Hamnett (14 février 1890 - 16 décembre 1956) est une artiste et écrivaine galloise connue sous le nom de « Reine des Bohémiennes ». 
D'un naturel rebelle, habillée et coiffée de façon peu conventionnelle pour son époque, Nina Hamnett est une personnalité marquante de la période artistique dite de « la Bohème » à Paris. Proche de nombreux artistes européens d'avant-garde comme Amedeo Modigliani ou le sculpteur Brancusi, elle contribue largement à établir un lien entre les communautés artistiques de Paris et de Londres.

## Jeunesse et formation
Nina Hamnett naît le 14 février 1890 dans la petite ville côtière de Tenby au pays de Galles. Elle est l'aînée des quatre enfants de George Edward Hamnett, officier dans l'armée britannique, et de Mary Elizabeth De Blois, elle-même fille d'officier. Ses études primaires et secondaires se déroulent dans des pensionnats en Angleterre, à Westgate-on-Sea puis dans la ville de Bath ; mais la suite de ses études est compliquée par la situation financière de son père qui, expulsé de l'armée, est contraint de se reconvertir en chauffeur de taxi. Nina parvient néanmoins à poursuivre des études d'art à Londres jusqu'en 1910 grâce à un emprunt bancaire et au soutien de ses tantes. Elle fait la rencontre du sculpteur Henri Gaudier-Brzeska (pour qui elle pose) ainsi que des écrivains Olivia Shakespear et Ezra Pound.
En 1912, elle se rend une première fois en France ; elle y retourne durablement à partir de 1914, d'abord pour y étudier à l'Académie Vassilieff de Montparnasse, fréquenté par des peintres d'importance comme Léger, Soutine, Gris ou Modigliani. Elle fait notamment la rencontre de Roger Fry avec qui elle entretient une liaison sentimentale ; celui-ci réalise d'elle un portrait célèbre. Outre son activité de modèle, elle produit elle-même une œuvre originale qui lui permet d'exposer au Salon d'Automne et au Salon des Indépendants.

## Galerie

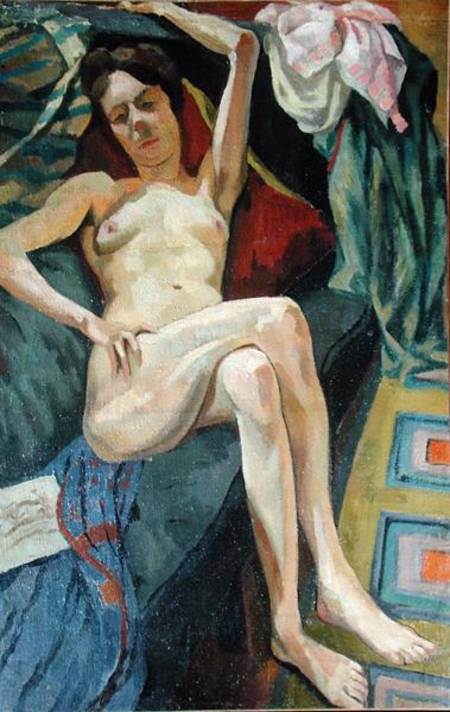
Femme sur un sofa, Roger Fry (c. 1915).
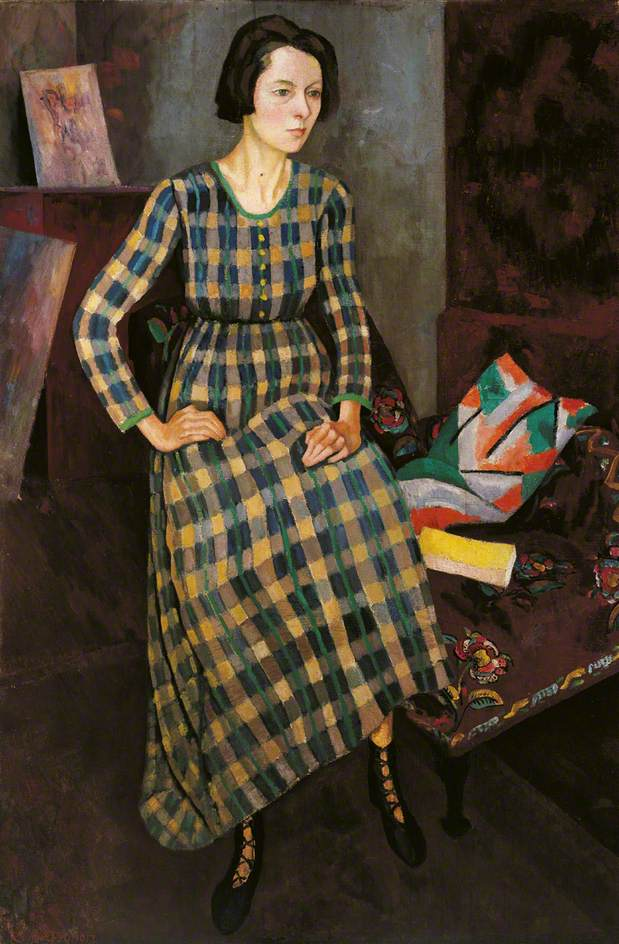
Nina Hamnett, Roger Fry (1917). Robe dessinée par Vanessa Bell et confectionnée dans les ateliers Omega Workshops.
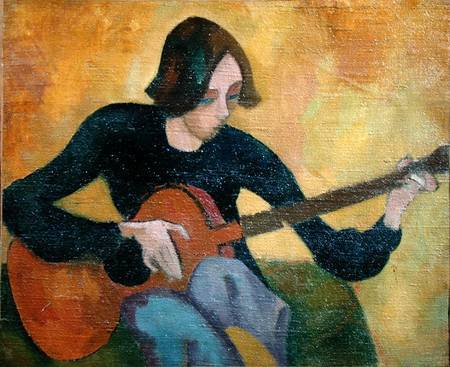
Nina Hamnett avec une guitare, Roger Fry (1917-1918).